# شهرستان شوانهوا
شهرستان شوانهوا (به لاتین: Xuanhua District) یک ناحیه (چین) در چین است که در جانگجیاکو واقع شده‌است.